# Anolis utilensis
Anolis utilensis (мангровий аноліс) — вид ігуаноподібних ящірок родини анолісових (Dactyloidae). Ендемік Гондурасу.

## Поширення і екологія
Anolis utilensis мешкають в мангрових лісах на сході острова Утіла в групі островів Іслас-де-ла-Бая. Зустрічаються на стовбурах дерев. Самиці колективно відкладають яйця в дупла дерев.

## Збереження
МСОП класифікує цей вид як такий, що перебуває на межі зникнення. Anolis utilensis загрожує знищення природного середовища.